# Raseiniai
Raseiniai es una ciudad en Lituania, en el Condado de Kaunas. Está situada en las colinas del sudeste de las serranías de Samogitia, en las orillas del Río Dubysa, a unos 5 kilómetros de la carretera de Kaunas-Klaipėda. Es cabecera del municipio homónimo. Tiene 12.321 habitantes (en 2006).
El nombre del Raseiniai fue mencionado por primera vez en 1253. En los siglos XIV-XVIII, Raseiniai era una de las ciudades más importantes de la región de Samogitia. Raseiniai fue arruinado durante la Segunda Guerra Mundial - aproximadamente el 90 por ciento de los edificios fueron destruidos. Un sobreviviente de la guerra es la Iglesia de la Ascensión de la Virgen María Santa, que fue construida en 1782. Los turistas se detienen brevemente en la estatua de “Samogitian” en el cuadrado central de la ciudad. La escultura, que es el trabajo de Vincas Grybas (1890-1941), fue erigida en Raseiniai en 1933-1934. Muchos profesores famosos vinieron de aquí.